# Eberhard von Vietsch
Eberhard von Vietsch (* 4. April 1912 in Rehoboth, Deutsch-Südwestafrika; † 28. September 1982 in Bad Godesberg) war ein deutscher Historiker und Archivar.

## Leben
Der Sohn von Wilhelm von Vietsch, Kaiserlicher Bezirksamtmann, Geheimer Regierungsrat und schließlich Universitätskurator, studierte mittelalterliche und neuere Geschichte, romanische Sprachen, Philosophie und Volkswirtschaft und promovierte 1936 an der Universität Leipzig bei Erich Brandenburg und Hermann Heimpel. Er absolvierte 1936/37 eine Archivarsausbildung im IfA in Berlin-Dahlem und ein Volontariat am Reichsarchiv. Ab 1953 arbeitete er am Bundesarchiv.

## Schriften (Auswahl)
- Die politische Bedeutung des Reichskanzleramts für den inneren Ausbau des Reiches von 1867 bis 1880. Leipzig 1936, OCLC 246640523.
- Das europäische Gleichgewicht. Politische Idee und staatsmännisches Handeln. Leipzig 1942, OCLC 2010292.
- Die Tradition der großen Mächte. Stuttgart 1950, OCLC 250189041.
- Arnold Rechberg und das Problem der politischen West-Orientierung Deutschlands nach dem 1. Weltkrieg. Koblenz 1958, OCLC 73757579.